# Hauterive (Neuchâtel)
Hauterive (antiguamente en alemán Altenryf) es una comuna suiza del cantón de Neuchâtel, situada en el distrito de Neuchâtel. Limita al oeste y noroeste con la comuna de Neuchâtel, al noreste y este con Saint-Blaise, y al sureste con Cudrefin al otro lado del lago de Neuchâtel.
El primer documento de la población del que se tiene constancia data de 1443 cuando unos monjes fundaron en el lugar el monasterio de Fontaine-André. 

## Demografía
En la siguiente tabla se muestra la evolución de la población histórica de la comuna: